# Dexter laboratóriuma
A Dexter laboratóriuma (eredeti cím: Dexter's Laboratory) amerikai televíziós rajzfilmsorozat, amelynek ötletgazdája Genndy Tartakovsky, akit a sorozat megalkotásában egy balerina rajza inspirált. A sorozatot a Hanna-Barbera készítette a Cartoon Network megbízásából 1996 és 1998 között, majd a Cartoon Network Studios vette át a munkálatokat 2001-től 2003-ig. Az első részt úgy mutatták be, mint a Micsoda rajzfilm! második premierjét.

## Bevezető
Dexter, az alacsony, vörös hajú és szemüveges kisfiú titkos laboratóriumot épít a szobája könyvespolca mögé. Bár a labor később már a ház minden részéből megközelíthető, a szülők mégsem tudnak róla. A laboratórium különféle fizikai, kémiai és biológiai kísérletek színhelye, ahol Dexter szinte minden fontos tudományos problémát képes megoldani. Dee Dee, a fiú nővére bejár a laborba és igen gyakran fontos dolgokat tesz tönkre; de Dexter nem képes őt távol tartani.
Az iskolában és tudományban csak egy nagy ellenfele van Dexternek: Mandark, aki csak pár évvel lehet idősebb nála és hasonló laboratóriumot vezet, szintén szülei tudta nélkül. Mandark reménytelenül szerelmes Dee Dee-be. Mandark eredeti neve valójában Suzann.
A sorozatban sok szuperhős szokott felbukkani: legtöbbször „Igazság Kapitány”, néha „Dics Őrnagy”, az „Igazság Barátai”-nak tagja; de találkozhatunk „Kék Sólyom”-mal is, akinek hűséges robotkutyáját Dexter alkotta. A laboratórium egyik lakója a kísérleti csimpánz, aki a „Majom” nevű hőssé képes válni.

## Szereplők
| Szereplő | Eredeti hang                   | Magyar hang                                 |
| -------- | ------------------------------ | ------------------------------------------- |
| Dexter   | Chirstine Cavanaugh Candi Milo | Bartucz Attila Markovics Tamás              |
| Dee Dee  | Allison Moore Kathryn Cressida | Molnár Ilona                                |
| Anya     | Kath Soucie                    | Vennes Emmy Ősi Ildikó Simon Eszter         |
| Apa      | Jeff Bennett                   | Melis Gábor Rosta Sándor                    |
| Mandark  | Eddie Deezen                   | Vicsek Miklós Szokol Péter Minárovits Péter |

További magyar hangok: Csuja Imre, Kossuth Gábor, Zsigmond Tamara